# Яснополянська сільська рада (Оріхівський район)
| Яснополянська сільська рада — колишній орган місцевого самоврядування у Оріхівському районі Запорізької області з адміністративним центром у с. Ясна Поляна. Історична дата утворення: в 1964 році. Сільській раді підпорядковані населені пункти: - с. Ясна Поляна - с. Трудооленівка |

## Склад ради
Рада складається з 12 депутатів та голови.

### Керівний склад ради
| ПІБ                    | Основні відомості                                                                  | Дата обрання | Дата звільнення |
| ---------------------- | ---------------------------------------------------------------------------------- | ------------ | --------------- |
| Жидков Олег Михайлович | Сільський голова, 1963 року народження, освіта, член Соціалістичної партії України | 26.03.2006   | 31.10.2010      |
| Жидков Олег Михайлович | Сільський голова, 1963 року народження, освіта вища                                | 31.10.2010   |                 |

Примітка: таблиця складена за даними джерела

## Пам'ятки
- Братська могила радянських воїнів часів Другої світової війни та пам'ятник воїнам односельцям в селі Ясна Поляна. Поховано 89 бійців.
- На території сільської ради, біля села Ясна Поляна розташований ландшафтний заказник місцевого значення Балка Отріщанська[2].